# 薩德爾布魯克 (密蘇里州)
薩德爾布魯克（英語：Saddlebrooke）是位於美國密蘇里州克里斯蒂安縣的村。

## 人口
根據2020年美國人口普查的數據，薩德爾布魯克的面積為13.79平方千米，皆為陸地。當地共有人口309人，而人口密度為每平方千米22人。